# Basil Keith
Basil Keith (décédé le 15 juin 1777) est un officier de marine britannique et gouverneur de la Jamaïque. 

## Biographie
Il est le deuxième fils du diplomate Robert Murray Keith (diplomate) (en) et le frère cadet du lieutenant-général Robert Keith. 
Il entre dans la marine et est promu lieutenant en 1756 alors qu'il sert dans le HMS Badger. Il est élevé au rang de commandant en 1758 et nommé au HMS «Dover». Il est finalement promu capitaine en 1760 et se voit confier à son tour le commandement du HMS "Amazon", "Levant", "Preston" et "Pearl". 

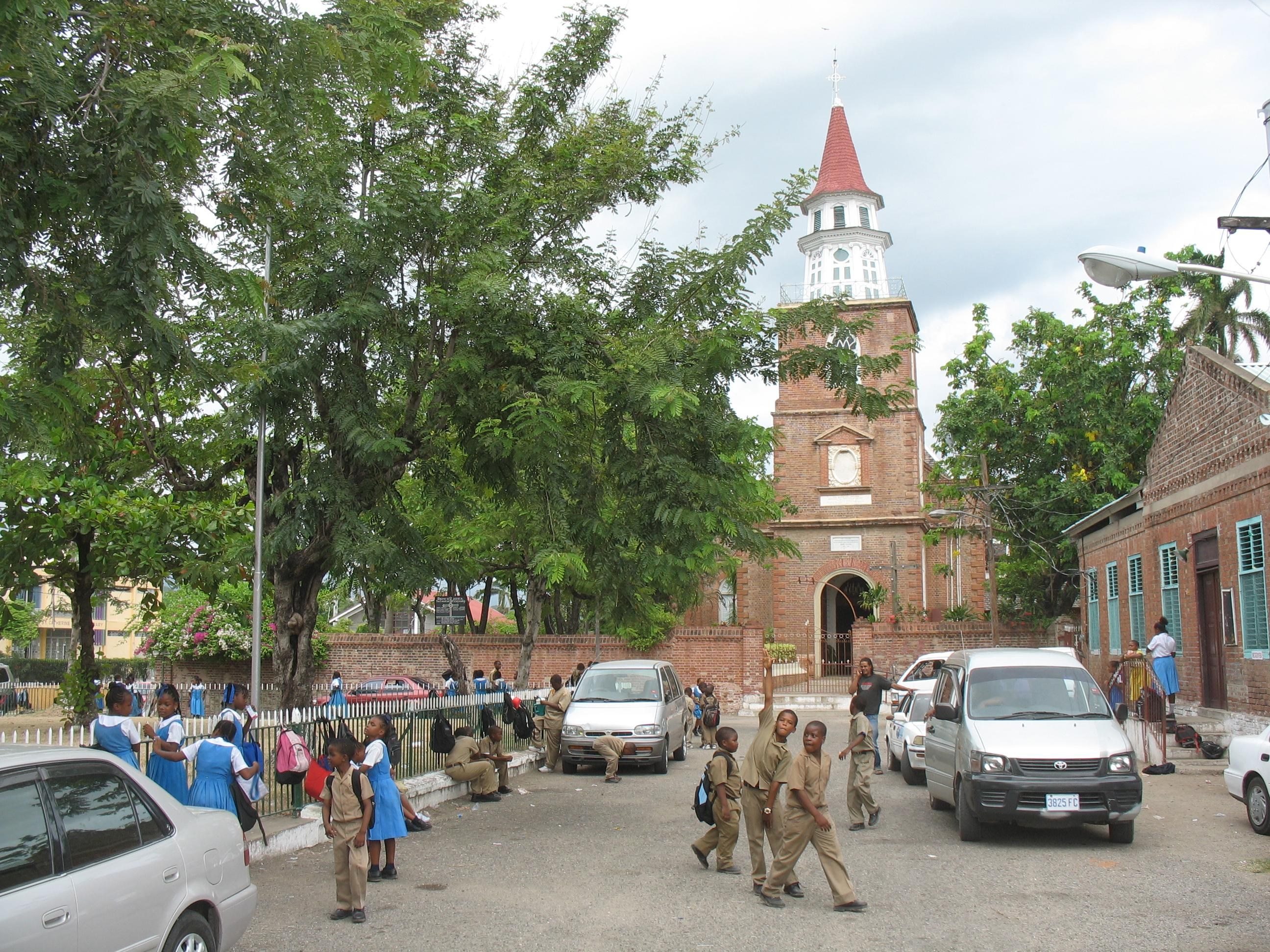
Cathédrale St Jago de la Vega, ville espagnole

Il est fait chevalier le 10 juin 1772 et nommé gouverneur de la Jamaïque en février 1773, pour prendre ses fonctions en janvier 1774. 
Il meurt à la Jamaïque en 1777 et un grand monument en marbre du sculpteur Joseph Wilton est érigé en son honneur en 1780 à l'église paroissiale Sainte-Catherine (église St Jago de la Vega), dans l'ancienne capitale de la ville espagnole. 